# Circonscription Est
Cet article concerne la circonscription électorale française pour les élections européennes. Pour la circonscription électorale du Luxembourg, voir circonscription Est (Luxembourg).
La circonscription Est est l'une des huit anciennes circonscriptions françaises aux élections européennes pour les élections du Parlement européen de 2004, 2009 et 2014. Créée en 2003, la circonscription Est regroupait cinq régions d'alors : la Champagne-Ardenne, la Lorraine, l'Alsace, la Bourgogne et la Franche-Comté.
Depuis 2016 et la modification des limites de plusieurs régions françaises, la circonscription Est correspond aux nouvelles régions françaises Grand Est et Bourgogne-Franche-Comté, dans précisément le même périmètre global. La circonscription est supprimée en 2019 car une circonscription nationale est mise en place.
Elle comptait 5 853 717 électeurs inscrits[Quand ?]. La circonscription Est a élu neuf députés au Parlement européen entre 2009 et 2019. Précédemment, en 2004, elle en élisait dix.

## Élections européennes de 2004

### Résultats
|                | Nombre    | % Inscrits | % Votants |
| -------------- | --------- | ---------- | --------- |
| Inscrits       | 5 639 683 | 100,00     |           |
| Abstentions    | 3 334 475 | 59,13      |           |
| Votants        | 2 305 208 | 40,87      |           |
| Blancs ou nuls | 80 332    |            | 3,48      |
| Exprimés       | 2 224 876 |            | 96,52     |

| Tête de liste           | Parti(s)                                               | Voix    | % exprimés | Sièges |
| ----------------------- | ------------------------------------------------------ | ------- | ---------- | ------ |
| Pierre Moscovici        | Parti socialiste                                       | 631 989 | 28,41      | 4      |
| Joseph Daul             | Union pour un mouvement populaire                      | 391 929 | 17,62      | 2      |
| Nathalie Griesbeck      | Union pour la démocratie française                     | 275 932 | 12,40      | 2      |
| Bruno Gollnisch         | Front national                                         | 270 852 | 12,17      | 1      |
| Marie-Anne Isler-Béguin | Les Verts                                              | 142 196 | 6,39       | 1      |
| Jean-Louis Millet       | Mouvement pour la France                               | 130 921 | 5,88       | 0      |
| Fabienne Pourre         | Parti communiste français                              | 64 804  | 2,91       | 0      |
| Antoine Waechter        | Mouvement écologiste indépendant - Génération écologie | 61 457  | 2,76       | 0      |
| Christianne Nimsgern    | Lutte ouvrière - Ligue communiste révolutionnaire      | 54 424  | 2,45       | 0      |
| Dominique Marcinek      | Automobilistes vaches à lait, ras le bol !             | 52 376  | 2,35       | 0      |
| Pierre Monzani          | Rassemblement pour la France                           | 44 260  | 1,99       | 0      |
| Patrick Merck           | La France d'en bas                                     | 40 031  | 1,80       | 0      |
| Patrick Roher           | Rassemblement des contribuables français               | 21 546  | 0,97       | 0      |
| Georges Hoffmann        | Parti des travailleurs                                 | 18 436  | 0,83       | 0      |
| Bruno Mégret            | Mouvement national républicain                         | 13 890  | 0,62       | 0      |
| Bruno Schmitt           | Europe Démocratie Espéranto                            | 5 341   | 0,24       | 0      |
| Micheline Étienne       | Vivre mieux avec l'Europe                              | 3 480   | 0,16       | 0      |
| Sandrine Pico           | Alliance royale                                        | 499     | 0,02       | 0      |
| Jean-Philippe Allenbach | Parti fédéraliste                                      | 417     | 0,02       | 0      |
| Olivier Lambeaux        | Parti des Socioprofessionnels                          | 96      | 0,00       | 0      |

### Élus
| Parti     | Nom                     | Groupe au Parlement |
| --------- | ----------------------- | ------------------- |
| PS        | Pierre Moscovici        | PSE                 |
| PS        | Catherine Trautmann     | PSE                 |
| PS        | Adeline Hazan           | PSE                 |
| PS        | Benoît Hamon            | PSE                 |
| UMP       | Joseph Daul             | PPE-DE              |
| UMP       | Véronique Mathieu       | PPE-DE              |
| UDF       | Nathalie Griesbeck      | ADLE                |
| UDF       | Jean-Marie Beaupuy      | ADLE                |
| FN        | Bruno Gollnisch         | Non-inscrit         |
| Les Verts | Marie-Anne Isler-Béguin | Verts/ALE           |

en gras les têtes de liste
Listes n'ayant pas eu de députés :
- liste MEI : Antoine Waechter
- liste MIGUET : Patrick Roher
- liste PCF : Fabienne Pourre
- liste LO-LCR : Christianne Nimsgern
- liste MPF : Jean-Louis Milliet
- liste PT : Georges Hauffman
- liste La France d'en bas : Patrick Merck
- liste RPFIE : Pierre Monzani
- liste Vivre Mieux avec l'Europe : Etienne Micheline
- liste MNR : Bruno Mégret
- liste Apolitique : Dominique Marcinek
- liste Europe Démocratie Espéranto : Bruno Schmitt
- liste AR : Sandrine Pico
- liste Parti des Socioprofessionnels : Olivier Lambeaux
- liste PF : Jean-Philippe Allenbach

## Élections européennes de 2009

### Résultats
19 listes ont été déposées, les résultats sont les suivants :
|                | Nombre    | % Inscrits | % Votants |
| -------------- | --------- | ---------- | --------- |
| Inscrits       | 5 854 557 | 100,00     |           |
| Abstentions    | 3 565 336 | 60,90      |           |
| Votants        | 2 289 221 | 39,10      |           |
| Blancs ou nuls | 114 320   | 1,95       | 4,99      |
| Exprimés       | 2 174 901 | 37,15      | 95,01     |

| Liste conduite par    | Parti                                     | Voix    | % exprimés | Sièges |
| --------------------- | ----------------------------------------- | ------- | ---------- | ------ |
| Joseph Daul           | Majorité présidentielle                   | 635 016 | 29,20      | 4      |
| Catherine Trautmann   | Parti socialiste                          | 374 971 | 17,24      | 2      |
| Sandrine Bélier       | Europe Écologie                           | 310 620 | 14,28      | 1      |
| Jean-François Kahn    | Mouvement démocrate                       | 205 256 | 9,44       | 1      |
| Bruno Gollnisch       | Front national                            | 164 672 | 7,57       | 1      |
| Yvan Zimmermann       | Nouveau Parti anticapitaliste             | 122 767 | 5,64       | 0      |
| Antoine Waechter      | Alliance écologiste indépendante          | 92 613  | 4,26       | 0      |
| Christophe Beaudouin  | Libertas                                  | 89 127  | 4,10       | 0      |
| Hélène Franco         | Front de gauche                           | 84 632  | 3,89       | 0      |
| Jean-Pierre Gérard    | Debout la République                      | 50 698  | 2,33       | 0      |
| Claire Rocher         | Lutte ouvrière                            | 31 848  | 1,46       | 0      |
| Christian Braga       | Alternative libérale                      | 5 721   | 0,26       | 0      |
| Fabien Tschudy        | Europe Démocratie Espéranto               | 4 325   | 0,20       | 0      |
| Catherine Bahl        | Europe décroissance                       | 941     | 0,04       | 0      |
| Sandrine Pico         | Alliance royale                           | 749     | 0,03       | 0      |
| Thomas Cuerq          | Rassemblement pour l'initiative citoyenne | 358     | 0,02       | 0      |
| François Guérin       | Newropeans                                | 307     | 0,01       | 0      |
| Antonio Sanchez       | Communistes                               | 198     | 0,01       | 0      |
| Marie-Laurence Chanut | Parti humaniste                           | 82      | 0,00       | 0      |

### Élus
| Nom                 | Parti/Liste                        | Groupe parlementaire européen |
| Catherine Trautmann | Parti socialiste                   | S&D                           |
| Liêm Hoang-Ngoc     | Parti socialiste                   | S&D                           |
| Joseph Daul         | Majorité présidentielle UMP-NC-LGM | PPE                           |
| Véronique Mathieu   | Majorité présidentielle UMP-NC-LGM | PPE                           |
| Arnaud Danjean      | Majorité présidentielle UMP-NC-LGM | PPE                           |
| Michèle Striffler   | Majorité présidentielle UMP-NC-LGM | PPE                           |
| Sandrine Bélier     | Europe Écologie                    | Verts/ALE                     |
| Bruno Gollnisch     | Front national                     | NI                            |
| Nathalie Griesbeck  | MoDem                              | ADLE                          |

## Élections européennes de 2014

### Résultats
Les 23 listes sont présentées dans l'ordre décroissant des résultats.
|                  | Nombre de voix | % inscrits | % votants |
| ---------------- | -------------- | ---------- | --------- |
| Inscrits         | 5 882 396      | 100,00     |           |
| Abstentions      | 3 344 057      | 56,85      |           |
| Votants          | 2 538 339      | 43,15      |           |
| Bulletins blancs | 78 724         | 1,34       | 3,10      |
| Bulletins nuls   | 31 215         | 0,53       | 1,23      |
| Exprimés         | 2 428 400      | 41,28      | 95,67     |

| Liste Parti | Liste Parti | Tête de liste 2e sur la liste Candidats notables                                    | Voix    | % exprimés | Sièges |
| ----------- | --- | ----------------------------------------------------------------------------------- | ------- | ---------- | ------ |
|             | « Liste bleu marine • Non à Bruxelles, oui à la France » Front national                                                             | Florian Philippot Sophie Montel Jean-François Jalkh (3e)                            | 703 809 | 28,98      | 4      |
|             | « Pour la France, agir en Europe avec Nadine Morano » Union pour un mouvement populaire                                             | Nadine Morano Arnaud Danjean                                                        | 551 809 | 22,72      | 3      |
|             | « Choisir notre Europe » Parti socialiste - Parti radical de gauche                                                                 | Édouard Martin Catherine Trautmann Pierre Pribetich (3e)                            | 321 563 | 13,24      | 1      |
|             | « UDI • MoDem • Les Européens • Liste soutenue par François Bayrou et Jean-Louis Borloo »                                           | Nathalie Griesbeck Quentin Dickinson Michèle Striffler (3e) Jean-Marie Bockel (18e) | 223 280 | 9,19       | 1      |
|             | « Liste Europe Écologie » Europe Écologie Les Verts                                                                                 | Sandrine Bélier Antoine Waechter                                                    | 155 694 | 6,41       | 0      |
|             | « Rompre et refonder l'Europe • Liste Front de gauche soutenue par Jean-Luc Mélenchon »                                             | Gabriel Amard Mélanie Tsagouris                                                     | 127 269 | 5,24       | 0      |
|             | « Debout la France ! Ni système, ni extrêmes avec Nicolas Dupont-Aignan » Debout la République                                      | Laure Ferrari Didier Hamelin                                                        | 101 020 | 4,16       | 0      |
|             | « Nouvelle Donne - Reprendre la main »                                                                                              | Isabelle Maurer Jean-Bernard Marcuzzi                                               | 59 340  | 2,44       | 0      |
|             | « Alliance écologiste indépendante »                                                                                                | Julien Gonzalez Christelle Gallet                                                   | 56 787  | 2,34       | 0      |
|             | « Lutte ouvrière - Faire entendre le camp des travailleurs »                                                                        | Claire Rocher Thomas Rose                                                           | 32 917  | 1,36       | 0      |
|             | « Nous Citoyens » | Xavier Dessaigne Marie-Thérèse Barthelmé                                            | 31 353  | 1,29       | 0      |
|             | « Force Vie » | Antoine Renard Martine Fullenwarth                                                  | 12 844  | 0,53       | 0      |
|             | « Citoyens du vote blanc » Parti du vote blanc                                                                                      | Philippe Couka Virginie Biaut                                                       | 11 050  | 0,46       | 0      |
|             | « Europe citoyenne » | Isabelle Vérin Dany Dietmann                                                        | 9 057   | 0,37       | 0      |
|             | « UPR Est » Union populaire républicaine                                                                                            | Yannick Hervé Karine Comas                                                          | 8 377   | 0,34       | 0      |
|             | « Pour une Europe des travailleurs et des peuples, envoyons valser l'austérité et le gouvernement ! » Nouveau Parti anticapitaliste | Gaël Diaferia Rachel Choix                                                          | 8 124   | 0,33       | 0      |
|             | « Parti fédéraliste européen Grand Est »                                                                                            | Christian d'Andlau Hambourg Norma Serpin                                            | 5 371   | 0,22       | 0      |
|             | « Espéranto langue commune équitable pour l'Europe » Europe Démocratie Espéranto                                                    | Geneviève Martin Cyrille Hurstel                                                    | 4 710   | 0,19       | 0      |
|             | « Féministes pour une Europe solidaire »                                                                                            | Florence Lhote Alain Mailfert                                                       | 1 664   | 0,07       | 0      |
|             | « Europe Décroissance 2014 » Europe Décroissance                                                                                    | Joe Labat Brigitte Bonnefille                                                       | 922     | 0,04       | 0      |
|             | « Pour une France royale au cœur de l’Europe » Alliance royale                                                                      | Sandrine Pico-Déprez Romuald Feuille                                                | 773     | 0,03       | 0      |
|             | « Pour l'Union, une génération d'action ! »                                                                                         | Ismaël Boudjekada Marie-Paule Claess                                                | 382     | 0,02       | 0      |
|             | « Communistes » | Antonio Sanchez Sylvia Goubaux                                                      | 285     | 0,01       | 0      |

| Nom                 | Parti | Parti | Groupe parlementaire européen |
| ------------------- | ----- | ----- | ----------------------------- |
| Florian Philippot   |       | FN    | Non-inscrits                  |
| Sophie Montel       |       | FN    | Non-inscrits                  |
| Jean-François Jalkh |       | FN    | Non-inscrits                  |
| Dominique Bilde     |       | FN    | Non-inscrits                  |
| Nadine Morano       |       | UMP   | PPE                           |
| Arnaud Danjean      |       | UMP   | PPE                           |
| Anne Sander         |       | UMP   | PPE                           |
| Édouard Martin      |       | DVG   | S&D                           |
| Nathalie Griesbeck  |       | MoDem | ALDE                          |